# Potenzmittel
Als Potenzmittel (auch Erektionshilfen) bezeichnet man umgangssprachlich Wirkstoffe und Maßnahmen, die der Behebung der erektilen Dysfunktion (Impotenz) dienen sollen.

## Übersicht
Neben historisch bekannten volkstümlichen Potenzmitteln (z. B. spanische Fliege) und meist unwirksamen unseriösen Mitteln, die in Illustrierten angeboten oder durch Spammails beworben werden, sind von der pharmazeutischen Industrie verschiedene therapeutisch wirksame Potenzmittel entwickelt worden, die man peroral (Tabletten, Kapseln) oder topisch (Cremes, Injektionen, „Minizäpfchen“) anwenden kann.
Bei den peroralen Wirkstoffen unterscheidet man
- Initiatoren (mit erektionsauslösender Wirkung),
- Konditionierer (Unterstützung der Bedingungen für eine Erektion).

Die topische Therapie beinhaltet die Verabreichung des gefäßerweiternden Gewebehormons Alprostadil mittels
- Schwellkörperinjektion direkt in den Penis
- Einbringen von Präparaten wie Stäbchen („Minizäpfchen“) oder Creme in die Harnröhre

Nichtmedikamentöse Maßnahmen sind:
- Beckenbodentraining
- Anwendung von Vakuumerektionshilfen
- Einsetzen von Schwellkörper-Implantaten

Eine erfolgversprechende Therapieform hängt stets von der Ursache der erektilen Dysfunktion ab. Als effektive Präventionsmaßnahme gilt Aerobic bzw. Fitnesstraining, das darüber hinaus auch als Therapieform untersucht wird. Die Therapieformen der Wahl sind die orale Pharmakotherapie und die physikalische Vakuumtherapie, gefolgt von medikamentösen Injektionen in den Penis und zuletzt Implantaten. Chirurgische Eingriffe werden bei der erektilen Dysfunktion nur als Ultima Ratio in Betracht gezogen (siehe Artikel: Penisvergrößerung). Darunter zählen die Einpflanzung hydraulischer Penisprothesen sowie die sogenannte Penisaugmentation. Diese Methoden werden auch eingesetzt, wenn der Penis – zumindest subjektiv – generell zu klein ist.
Erektionsstörungen sind häufig Symptome anderer Erkrankungen und bedürfen oftmals einer Behandlung, um Folgeschäden auszuschließen. Zu den häufigsten Ursachen der erektilen Dysfunktion zählen medikamentöse Nebenwirkungen (Antidepressiva aus der Gruppe der SSRI, Nikotin), neurogene Störungen, die Peyronie-Krankheit, chirurgische Komplikationen und psychische Störungen.

## Medikamentöse Potenzmittel
Übersicht über potenzsteigernde Arzneistoffe:
- Alprostadil (Prostaglandin E1)
- Apomorphin
- Cantharidin (Wirkstoff aus der spanischen Fliege)
- Melanocortinrezeptor-Agonisten: Bremelanotid
- PDE-5-Hemmer: Sildenafil, Vardenafil, Tadalafil, Avanafil
- Yohimbin

### Orale Medikation

#### PDE-5-Hemmer
Zu den PDE-5-Hemmern zählen die „Potenzmittel“ der neueren Generation wie die Arzneistoffe Sildenafil, Vardenafil, Tadalafil und Avanafil. Phosphodiesterase existiert in verschiedenen molekularen Formen, welche ungleichmäßig im Körper verteilt sind. Das Enzym fördert den Abbau von cGMP, zu dessen Wirkungen unter anderem die Weitstellung von Gefäßen zählt. Die Phosphodiesterase-5 kommt in erhöhten Konzentrationen im Bereich des Penisschwellkörpers vor, weshalb eine Hemmung dieses Enzyms einen beinahe isolierten Anstieg von cGMP im Penis verursacht und damit eine erhöhte Durchblutung bewirkt.
Die therapeutisch in der Therapie der ED eingesetzten oral wirksamen PDE-5-Inhibitoren sind vergleichend in der Tabelle dargestellt:
|                              | Sildenafil                  | Tadalafil                   | Vardenafil                  | Avanafil               |
| ---------------------------- | --------------------------- | --------------------------- | --------------------------- | ---------------------- |
| Wirkungseintritt             | innerhalb 30 bis 60 Minuten | innerhalb 30 bis 60 Minuten | innerhalb 15 bis 25 Minuten | ab ungefähr 15 Minuten |
| Wirkungsdauer                | bis zu 4 bis 5 Stunden      | bis zu 36 Stunden           | bis zu 4 bis 5 Stunden      | mindestens 6 Stunden   |
| Mittlere Plasmahalbwertszeit | 4 Stunden                   | 17,5 Stunden                | 4–5 Stunden                 | 6–17 Stunden           |
| Verfügbare Einzeldosen       | 25, 50 und 100 mg           | 5, 10 und 20 mg             | 5, 10 und 20 mg             | 50, 100 und 200 mg     |
| Originalpräparat             | Viagra (Pfizer)             | Cialis (Eli Lilly)          | Levitra (Bayer)             | Spedra (Menarini)      |

Als erstem Vertreter der Wirkstoffgruppe besteht mit Sildenafil die längste Erfahrung in der therapeutischen Anwendung. Positive Erfahrungen gibt es auch bei Problemgruppen. Sildenafil kann (wie auch die übrigen PDE-5-Hemmer) in Kombination mit nitrathaltigen Medikamenten zu lebensbedrohlichen Zuständen führen.

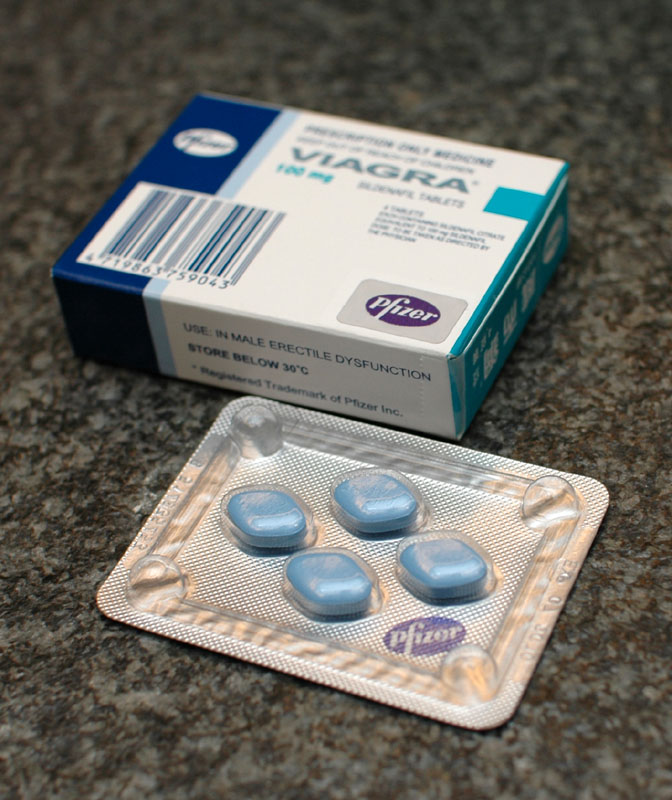
Eine Packung Viagra

Generell sind Nebenwirkungsspektrum und -stärke bei allen vier Wirkstoffen vergleichbar. Mit länger Wirkungsdauer geht eine längere Dauer der Nebenwirkungen einher.

#### Yohimbin
Das aus der Rinde des Yohimbebaumes gewonnene und oral angewendete Yohimbin wird ebenfalls bei Erektionsstörungen eingesetzt. Seine Wirkung soll einerseits auf die Blockade von α2-Adrenozeptoren auf Blutgefäßen in den männlichen Geschlechtsorganen und andererseits auf die Blockade von α2-Adrenozeptoren im Zentralnervensystem zurückzuführen sein. In höherer Dosierung wirkt Yohimbin außerdem an Serotonin-(5-HT)-Rezeptoren. Mit dem Aufkommen der gut wirksamen PDE-5-Hemmer für die Behandlung der erektilen Dysfunktion ist die Bedeutung des schwach und unzuverlässig wirkenden Yohimbins aber zurückgegangen.

### Lokale Medikation
Lokale Therapien kommen dann zum Einsatz, wenn PDE-5-Hemmer versagen, systemisch wirkende Mittel nicht gewünscht oder kontraindiziert sind. Zu den Gegenanzeigen von PDE-5-Hemmern zählen schwere Herzerkrankungen, Herzinsuffizienz, Herzinfarkt oder Schlaganfall in den letzten sechs Monaten und vor allem die Einnahme von Nitraten oder Alphablockern.
Am häufigsten zum Einsatz kommt in der lokalen Therapie das Prostaglandin-E1 Analogon Alprostadil. Alprostadil ist ein vasoaktives Gewebshormon (Prostaglandin E1), welches in den Muskelzellen der Arterien eine Erschlaffung bewirkt. Dadurch erweitern sich diese Blutgefäße, das umliegende Gewebe wird verstärkt durchblutet. In Kanada zählt Alprostadil zur bevorzugten Therapie bei erektiler Dysfunktion. Ebenfalls kann das Spasmolytikum Papaverin oder der Alphablocker Phentolamin verwendet werden.

#### Schwellkörperinjektion
Bei der Schwellkörperinjektion (auch Schwellkörper-Autoinjektionstherapie (SKAT) oder Penisspritze) wird Alprostadil in den Schwellkörper gespritzt. Alprostadil ist als Wirkstoff in den gängigen Präparaten Caverject und Viridal enthalten. Diese Therapie gibt es seit den 1980er Jahren. Die richtige Dosierung muss in mehreren Sitzungen mit dem Facharzt ermittelt werden. Dabei wird auch die richtige Anwendung (Einstichstelle, Einstichtechnik, Anwendungshäufigkeit und zeitlicher Mindestabstand) erlernt, da bei nicht sachgerechter Anwendung die Gefahr einer mehrstündigen schmerzhaften Dauererektion besteht. Weiterhin können Verletzungen der Harnröhre, der Gefäße oder der Nerven auftreten. Der Wirkstoff wird direkt in den Schwellkörper gespritzt. Weil die Nadel sehr dünn ist, ist die Injektion fast schmerzfrei.
Häufigste Nebenwirkung auch bei sachgerechter Anwendung sind Penisschmerzen und Narbenbildung am Injektionsort. Bei richtiger Dosierung tritt nach wenigen Minuten die Erektion auf, die etwa eine Stunde anhält. Die Erfolgsrate liegt bei ca. 70 bis 80 %.

#### Transurethrale Verabreichung
Neben der Injektion gibt es auch die – nicht ganz so erfolgreiche – Möglichkeit, dass der Wirkstoff Alprostadil über ein in die Harnröhre eingeführtes Stäbchen („Minizäpfchen“) angewendet wird („Medicated Urethral System for Erection“ = MUSE).

#### Creme
Durch das Einbringen von Alprostadil-Creme (Vitaros) in die Harnröhrenmündung (Meatus urethrae) gelangt der Wirkstoff über die kleinen Blutgefäße der Harnröhrenwand in die Schwellkörper des Penis, ein Teil dringt in den venösen Beckenkreislauf. Eine ausreichende Penetration und Absorption des Alprostadils wird durch das in der Creme enthaltene Dodecyl(N,N-dimethyl-DL-alaninat)-hydrochlorid (DDAIP) ermöglicht. Alprostadil bewirkt in den Muskelzellen der Arterien eine Erschlaffung, wodurch es zum Bluteinstrom in den Schwellkörper und innerhalb von 5 bis 30 Minuten zur Erektion kommt.

## Diätetische Mittel und Nahrungssupplemente

### Proteinogene Aminosäuren
Die proteinogenen Aminosäuren L-Arginin und L-Asparaginsäure gelten beide als biogene Alternativen zu PDE-5-Hemmern. Allerdings steigt die Potenz und Erektionsfähigkeit nur langsam innerhalb von einigen Tagen nach der Einnahme an. L-Arginin wird in der Regel industriell hergestellt, während L-Asparaginsäure auch in den Keimlingen des Gemüsespargels vorkommt. Proteinogene Aminosäuren werden auch in Kombination mit anderen Stoffen wie beispielsweise Pycnogenol und Taurin als Nahrungsergänzungsmittel eingesetzt.

### Pflanzenpräparate
Der Procyanidin-Extrakt aus der Rinde der französischen Seekiefer (Pinus pinaster, ssp. atlantica), Handelsname z. B. Pycnogenol, gilt als wirksames Antioxidans und Bioenhancer. Er wird ebenfalls bei Erektionsstörungen eingesetzt, auch in Kombination mit anderen Stoffen.
Aus Maca gewonnene Präparate werden als Nahrungsergänzungsmittel in Europa und den USA als natürliches Potenzmittel vermarktet. Wie bei anderen Mitteln dieser Art sind diese Effekte wissenschaftlich nur teilweise belegt.

### Homöopathie
Mit Mönchspfeffer (Vitex agnus castus), versuchten christliche Mönche früher ihre Libido zu dämpfen. Gemäß dem homöopathischen Prinzip „Ähnliches möge durch Ähnliches geheilt werden“ ist es auch ein altes homöopathisches Arzneimittel gegen nervöse Verstimmungszustände sowie sexuelle Störungen wie Impotenz und fehlende Erektion.

## Mechanische Erektionshilfen

### Vakuumerektionshilfen

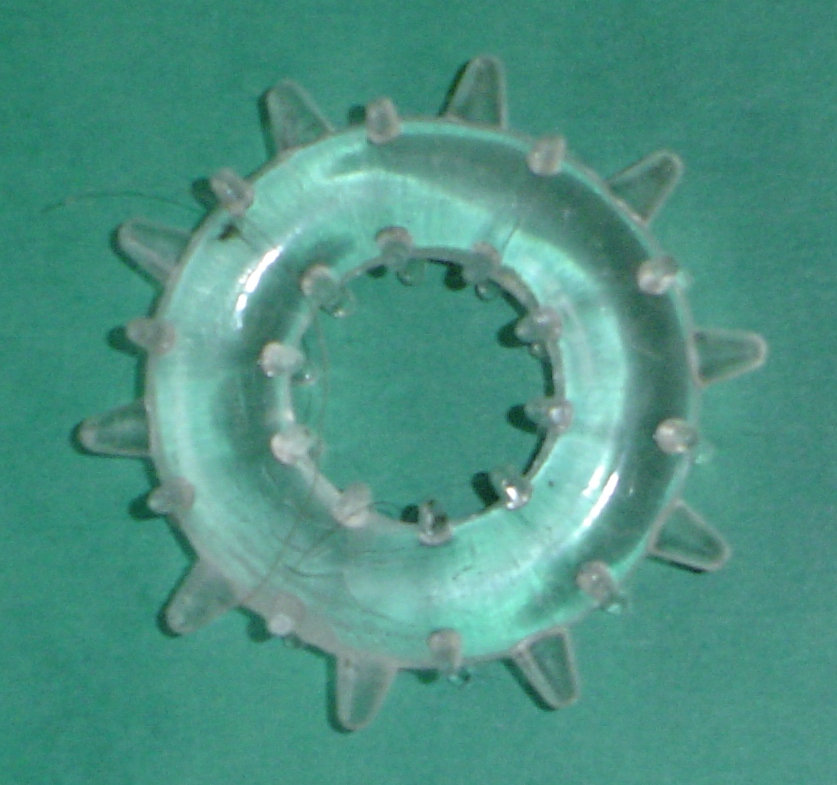
Ein Cockring aus Kunststoff

Die Idee zur Behandlung der erektilen Dysfunktion mittels einer Vakuumpumpe in Verbindung mit Erektionsringen stammt aus den 1960er Jahren von D. Osbon. Seit 1982 werden Vakuumerektionshilfesysteme erfolgreich als mechanisches, nicht-invasives Hilfsmittel zur Erzeugung einer Erektion eingesetzt.
Als anerkanntes Hilfsmittel ist das Vakuumerektionshilfesystem im Hilfmittelkatalog gelistet; bei entsprechender ärztlicher Indikationsstellung werden die Kosten für die Therapie i. d. R. von den Krankenkassen übernommen.
Wirkprinzip: Bei einem Vakuumerektionshilfesystem handelt es sich um eine elektrisch oder manuell betriebene Vakuumpumpe, welche einen Unterdruck in einem Kunststoffzylinder erzeugt. Dieser Kunststoffzylinder wird zunächst über den Penis gestreift. Um Vakuum in diesem Zylinder zu erzeugen, wird anschließend mit dem Pumpvorgang begonnen. Hierdurch wird Blut in die Schwellkörper geleitet. Die Gliedsteife wird durch einen zuvor auf den Boden des Zylinders applizierten und anschließend auf die Peniswurzel übertragenen Erektionssring erhalten.
Die übergreifende klinische Erfolgsrate der Vakuumtherapie liegt bei ca. 90 %. Sie sorgt für eine erhöhte Sauerstoffversorgung der Schwellkörper und wirkt dadurch nachhaltig Schrumpfungsprozessen in Umfang und Länge des Gliedes sowie verminderter Gliedsteifheit entgegen. Neueste Erkenntnisse lassen sogar darauf schließen, dass die Vakuumtherapie positive Effekte auf die synaptische Bahnung im Bereich der nervalen Läsionen (z. B. nach radikaler Prostatektomie) hat. Diese Ansätze deuten auf die Möglichkeit einer vollständigen Wiederherstellung der erektilen Funktion durch den Einsatz eines Vakuumerektionshilfesystems hin.

### Quetschen und Massieren
Übungen, die im Wesentlichen darin bestehen, mit der Hand Blut vom Becken in den Penis zu pressen, sollen regelmäßig wiederholt werden. Bei diesen Übungen kann schnell das Schwellkörpergewebe überlastet werden. Auch sind irreparable Gefäßschäden nicht auszuschließen. Es gibt keine wissenschaftlichen Studien, die eine Wirksamkeit bestätigen.

## Medikamente aus illegalem Verkauf
Der Vertrieb von potenzsteigernden Medikamenten ist ein lukrativer Milliardenmarkt für die Pharmaindustrie, da die Kosten für den Wirkstoff nur einen verschwindend geringen Teil des Abgabepreises ausmachen. Beispielsweise kostete im Jahr 2004 der Rohstoff für Viagra, Sildenafilcitrat, 650 Euro pro Kilogramm. Daraus ließen sich 20.000 Tabletten mit einem Verkaufswert von 240.000 Euro herstellen. Im Vergleich zum Originalpräparat sind Schwarzmarktpreise niedrig für Generika z. B. aus Indien, wo es noch kein den Anforderungen der WTO entsprechendes Patentrecht für Pharmazeutika gibt. Die Einfuhr von verschreibungspflichtigen Medikamenten ist in Deutschland zollrechtlich wie auch arzneimittelrechtlich verboten und unterliegt den VuB-Regeln.

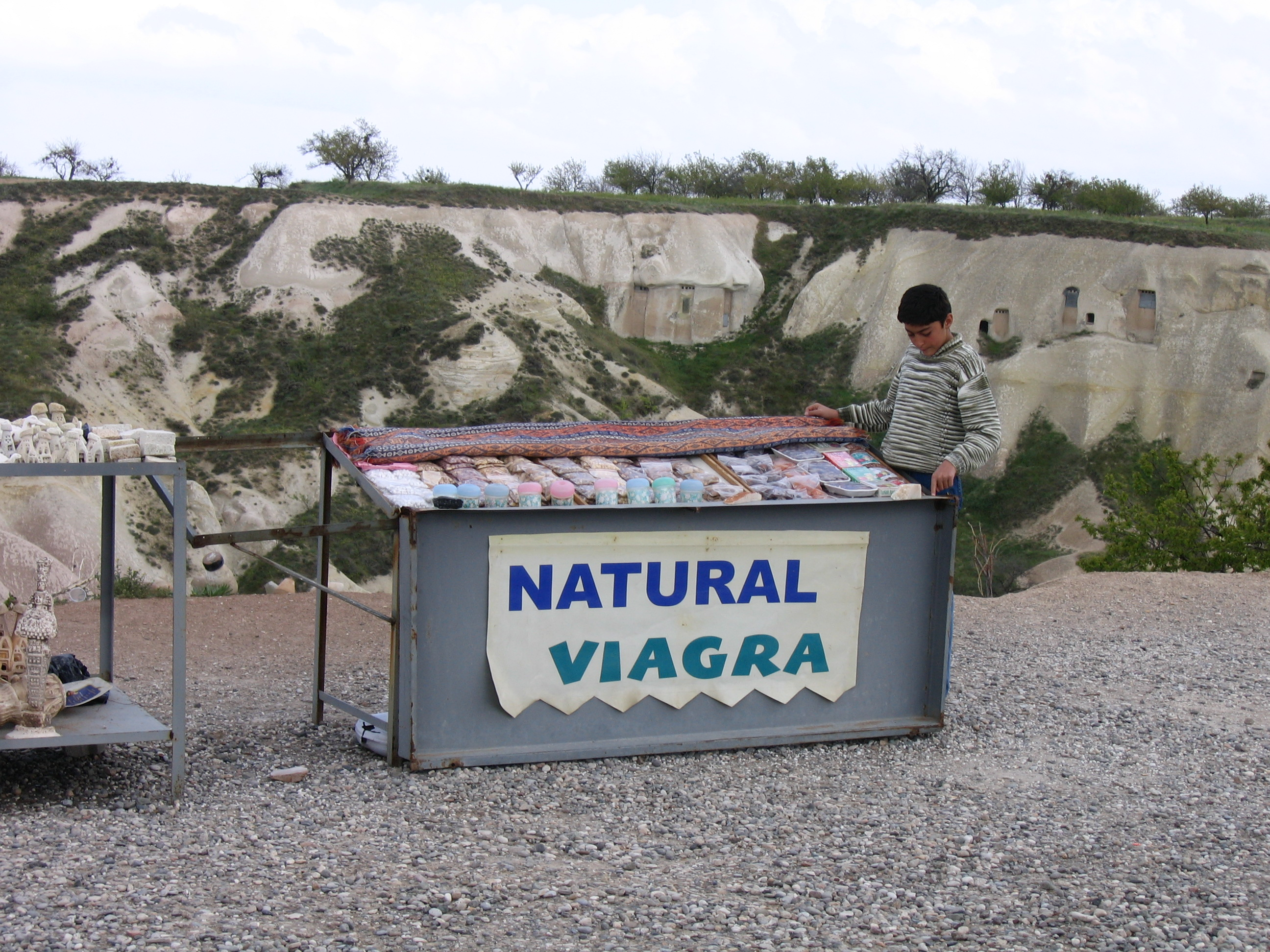
„Natürliche“ Erektionshilfen werden am Straßenrand angeboten (Türkei, 2006)

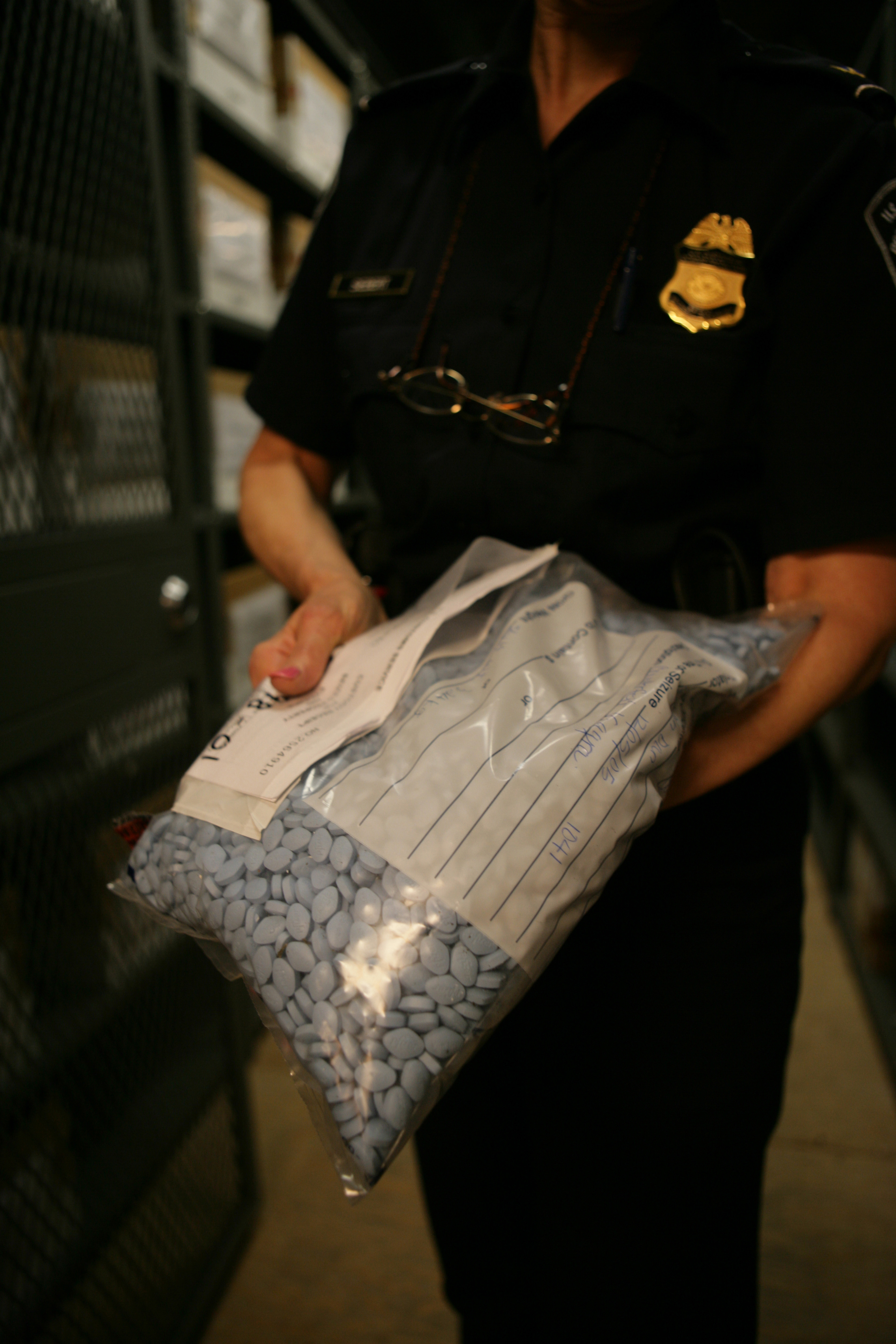
Beschlagnahmte Fälschungen von Viagratabletten

Von Betrügern werden auch gefälschte Präparate im Internet angeboten. Entsprechende Tropfen auf pflanzlicher Basis werden im Internet in großem Stil, etwa durch Spammails, beworben. Die nachweislich sehr wirksamen rezeptpflichtigen Präparate Viagra und Cialis sind die meistbeworbenen Produkte. Die Einnahme von rezeptpflichtigen Medikamenten ohne ärztliche Verordnung ist mit Gesundheitsrisiken behaftet, da es durch fehlende Diagnose bestimmter Grunderkrankungen wie z. B. Herz-Kreislauf-Erkrankungen, Leberinsuffizienz, degenerativen Netzhauterkrankungen, für Priapismus prädisponierenden Erkrankungen und Penisfehlbildungen zu schwerwiegenden unerwünschten Wirkungen kommen kann. Rezeptpflichtige Medikamenten aus illegalem rezeptfreien Verkauf sind zudem oft in großem Umfang gefälscht. Fälschungen von Viagra sind vielfach einträglicher als der Handel bestimmter illegaler Drogen.
Im Jahr 2003 wurden bei Analysen des Testlabors „Flora Research“ in Kalifornien und der Universität Maryland verschiedene gesundheitsgefährdende Stoffe in zur Potenzsteigerung vertriebenen Nahrungsergänzungsmitteln festgestellt, darunter Hefepilze, Escherichia-coli-Bakterien, Pestizide und Blei. Eine amerikanische Firma, die solche Präparate vertrieben hatte, wurde von den Behörden geschlossen und vor Gericht gestellt, weil sie wirkungslose Tabletten verkaufte. Aufgefallen war die Firma allerdings hauptsächlich, als sich die Kunden über Kreditkartenbetrug beschwerten. Ähnliche Firmen waren bisher ansonsten kaum belangt worden.